# Aurora (albedo)
Aurora è una caratteristica di albedo della superficie di Mercurio.